# شارلی موته
شارلی موته (فرانسوی: Charly Mottet‎؛ زادهٔ ۱۶ دسامبر ۱۹۶۲) دوچرخه‌سوار اهل فرانسه است.
از باشگاه‌هایی که در آن رکاب زده‌است می‌توان به تیم دوچرخه‌سواری رنو و تیم دوچرخه‌سواری سیستم یو اشاره کرد.
وی در مسابقات کشوری و بین‌المللی در مجموع برندهٔ ۱ مدال نقره شده‌است.